# Koszmosz–186
A Koszmosz–186 (oroszul: Космос–186) a szovjet Szojuz 7K–OK típusú űrhajó prototípusának tesztrepülése volt.

## Küldetés
Az űrállomások építésének alapvető technikai feltétele, hogy az űrrandevú (automatikus illetve kézi vezérléssel) biztonságosan megvalósulhasson.  Ehhez az összekapcsolandó űreszközök keringési pályáját és sebességét (manőverezőképességét) precíz irányítással kell összehangolni. Először az űrkutatás történetében a Koszmosz–188 jelzésű űrhajóval kipróbálták a technikai módosításokon átesett Szojuz-program űrhajóinak automatikus dokkolását segítő berendezését, az összekapcsolást/szétválást.
A technikai teljesítmény értékeléseként megállapítást nyert, hogy az új eszközök beszerelése megbízhatóan segíti a világűrben történő összekapcsolódást, elősegítve az űrállomás-program végrehajtását.

## Jellemzői
1967. október 27-én a Bajkonuri űrrepülőtér indítóállomásról egy Szojuz hordozórakéta (11A511) juttatta közeli Föld körüli körpályára. Az orbitális egység pályája 88.7 perces, 51.7 fokos hajlásszögű, az elliptikus pálya perigeuma 172 kilométer, apogeuma 212 kilométer volt. Három napon keresztül ellenőrizték rendszerének megbízható működését. Szolgálata idején aktív tagként a megközelítést, a csatlakozást/szétválást végezte. Összesen 3 napot, 22 órát és 50 percet töltött a világűrben.
Az űreszköz hasznos tömege 6530 kilogramm, energiaellátását a kémiai akkumulátorok mellett napelemszárny biztosította. Az űrhajó napelemek nélkül, kémiai akkumulátorokkal 14 napos program végrehajtására volt alkalmas. Műszerei: orientációs rendszer, automatikus mozgásirányító, összekapcsolást irányító rendszer, valamint az összekapcsoló berendezés. Hajtóművei (nagy és kis teljesítménnyel) többször újraindíthatók voltak a pályakorrekciók és a megközelítés érdekében.
A Koszmosz–188 indítását követő pályára álláskor 24 kilométerre voltak egymástól, relatív sebességük 25 méter/szekundum volt. 300 méteres megközelítésnél a kis teljesítményű rakétafúvókák további sebességcsökkentést végeztek. Az űrhajók 0,5-1 méter/szekundum sebességgel kapcsolódtak össze. Az összekapcsolt űrrepülés 3,5 órán át tartott, majd automatikusan elváltak. Az összekapcsolást és szétválást televízión is megfigyelték.
Október 31-én földi utasításra belépett a légkörbe, a leszállás hagyományos módon – ejtőernyős leereszkedés – történt, a kijelölt körzetben ért Földet.